# Памятник Хользунову (Волгоград)
Памятник Хользунову — скульптура Героя Советского Союза Виктора Степановича Хользунова установленная на центральной набережной города Волгограда. Является объектом культурного наследия федерального значения и одним из немногих уцелевших довоенных памятников в городе.

## История
В 1939 году, после гибели Героя Советского Союза лётчика Виктора Степановича Хользунова, был объявлен конкурс проектов памятника для Сталинграда. В январе 1940 года жюри конкурса приняло к исполнению с некоторыми доработками проект скульпторов Михаила Белашова и Екатерины Алексеевой-Белашовой. Поощрительные премии конкурса получили архитекторы Софинский (главный архитектор Сталинградпроекта) и Иващенко (Сталинград). Торжественное открытие памятника состоялось 17 ноября 1940 года.
Вот как описывала это событие газета «Сталинградская правда» от 19 ноября 1940 года:
К фабрикам, заводам и учреждениям стекались многочисленные потоки людей. Аллели полотнища знамён и транспарантов. Выстроившись колоннами, сталинградцы направлялись к берегу Волги, туда, где под покрывалом высится массивный памятник народному герою Виктору Степановичу Хользунову. 12 часов дня. Площадь, набережная, сквер Дворца пионеров и прилегающие улицы заполнены трудящимися города, бойцами Красной армии, курсантами авиаучилища, студентами и учащимися... На трибуну поднимаются руководители партийных и советских организаций области и города. Среди них депутаты Верховного совета РСФСР тт. Чуянов, Зименков, Пигалев, Поляков и комиссия Главного управления военно-воздушных сил РККА – Герой Советского Союза, генерал-майор авиации, боевой товарищ Хользунова, тов. Копец.Газета «Сталинградская правда»
Всего через полгода после открытия памятника началась Великая Отечественная война. Во время Сталинградской битвы на набережной шли ожесточённые бои и памятник оказался в их эпицентре. В ходе боёв постамент был разрушен, но скульптура, упавшая на землю, практически не пострадала. После освобождение города её подняли и поставили на землю рядом с разрушенным постаментом.
После победы памятник был полностью восстановлен на прежнем месте. В 1949 году памятник поставили на современный постамент, а фигуру лётчика-героя повернули. До войны скульптура стояла грудью к улице Ленина и смотрела в сторону реки Царицы. После реконструкции скульптуру развернули лицом к городу, а спиной к Волге. Такой вариант ориентации фигуры лётчика, смотрящего в сторону улицы Ленина, прорабатывался изначально, но был отвергнут. Автор памятника Михаил Белашов специально писал об этом в 1940 году:
Сильный поворот головы выводит лицо Хользунова из тени, неминуемо скрывавшей бы его лицо от зрителя, если бы он смотрел прямо от Волги, а не вдоль её берега.Михаил Белашов
Согласно постановлению Совета Министров РСФСР № 624 от 4 декабря 1974 года памятник был включён в список памятников культуры, подлежащих охране как памятник государственного значения.
В конце 2014 года в рамках федеральной целевой программы подготовки к празднованию 70-летия Победы в Великой Отечественной войне памятник был капитально отремонтирован. Исполнитель реставрационных работ московская организация «Центр реставрации» произвела очистку поверхности от загрязнений и коррозии, нанесла на скульптуру и пьедестал новое покрытие, а также облагородила территорию вокруг памятника. Всего на реставрационные работы было потрачено 8 миллионов рублей.
В Волгограде также установлен бюст лётчика. Он находится в Ворошиловском районе напротив здания школы ДОСААФ.

## Описание памятника
На данный момент памятник представляет собой бронзовую скульптуру высотой 3,85 м установленную на гранитный постамент, высота которого составляет 4,5 м. На постаменте накладными бронзовыми буквами выполнена надпись: «Герою Советского Союза комдиву Виктору Степановичу Хользунову. 1905—1939.».
Скульптура представляет собой стоячего лётчика в кожаном пальто и сапогах. На голове надет шлем, на лбу — солнцезащитные очки, через плечо надет планшет на ремне, на поясе — кобура для пистолета. Снятую с правой руки перчатку, лётчик держит в левой руке. Правая рука вытянута за спину, пальцы сжаты в кулак, а указательный направлен вниз.
Вот как после открытия описывал памятник скульптор Михаил Белашов:
В.С. Хользунов изображён в скульптуре в момент произнесения боевой речи-призыва перед строем самолётов вверенной ему части, когда он призывал сбить на землю вражеские самолёты и спасти людей охраняемой им территории. Изучая местность вокруг памятника, мы пришли к выводу, что памятник должен быть решён очень строго по силуэту, так чтобы содержание фигуры очень ясно читалось на любом расстоянии. Лучшей точкой обозрения памятника мы считаем улицу Ленина, откуда всё сооружение, постепенно вырастая из-за холма асфальтированного пути, как бы подымается в воздух, подчёркивая бурное темпераментное движение боевого лётчика. Размер фигуры вместе с бронзовым квадратом плинта 3 метра 85 сантиметров. Постамент сооружён из карельского гранита... Самую подпись «Сталинскому соколу» — разделили на две части, подняли вверх, ближе к фигуре, остальную часть надписи опустили ближе к зрителю, придав ей строгую лаконичную форму. На постаменте расположены три горельефа, которые по существу являются продолжением друг друга. Правый боковой изображает взаимодействие частей Красной армии с авиацией...Михаил Белашов